# Le Mérite des femmes

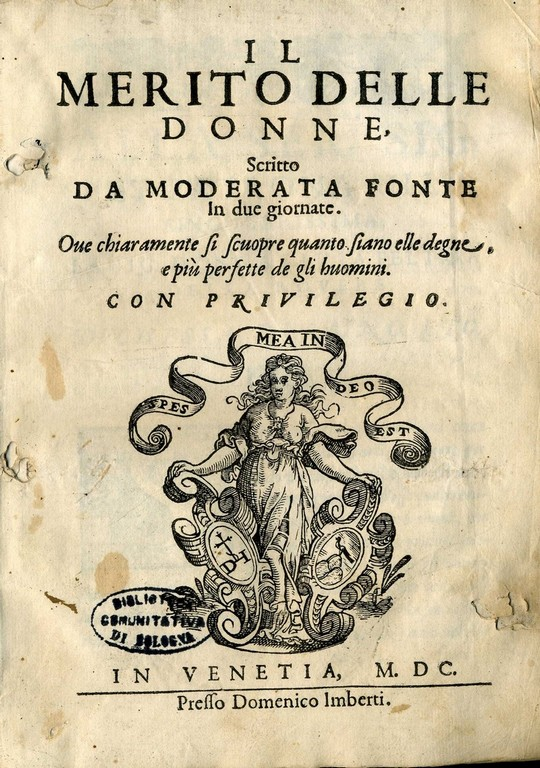
Couverture de Il Merito Delle Donne de Moderata Fonte, illustrée par Domenico Imberti, publiée à Venise en 1600

Le Mérite des femmes (sous-titré où, en deux journées, on montre clairement combien elles sont dignes, et plus parfaites que les hommes) est un ouvrage de Moderata Fonte (1555-1592) publié en 1600.

## Résumé
Sept aristocrates vénitiennes, d'âges et de situation sociale diverses, se réunissent dans le jardin de l'une d'elles, donnant sur le Grand Canal. Elles se choisissent une reine provisoire qui tient le rôle de juge. Une représente l'accusation, une autre la défense et ainsi peut se dérouler un procès fictif où les accusés sont les hommes, responsables de nombreux méfaits à l'encontre des femmes. Les protagonistes parlent sans être inquiètes et s'étonnent de cette liberté, ce qui marque la domination masculine habituellement omniprésente. Ce procès dure deux jours et se conclut par l'affirmation que les femmes sont meilleures que les hommes,.

## Analyse
Le Mérite des femmes se place dans un ensemble d'œuvres qui cherchent à promouvoir les femmes dans la société patriarcale occidentale. L'ouvrage est ainsi à rapprocher, selon Frédérique Verrier, éditrice scientifique d'une réédition en 2002, de textes comme le De institutione foeminae christianae de Juan Luis Vives (publié en 1524), le Della eccellenza e dignità delle donne de Galeazzo Flavio Capra (publié en 1525), le De nobilitate et praecellentia foeminei sexus d'Henri-Corneille Agrippa de Nettesheim (publié en 1529) et le Della nobiltà et eccelenza delle donne et i difetti e mancamenti de gli huomini ((La Noblesse et l'excellence des femmes et les défauts et vices des Hommes) de la Vénitienne Lucrezia Marinella, publié en 1600. Une autre influence majeure est à chercher du côté du Décaméron de Boccace. En effet, le lieu de discussion rappelle la campagne où s'installent les protagonistes du Décaméron et le nombre de femmes est identique dans les deux œuvres. Les hommes dans Le Mérite des femmes n'ont pas le droit à la parole.
L'ouvrage aborde deux points essentiels : celui de l'éducation des femmes et celui du rapport entre les hommes et les femmes vu comme un rapport de force. L'égalité des sexes n'est pas imaginée mais un renversement du pouvoir, c'est-à-dire une prise du pouvoir par les femmes contre les hommes, est espéré. Cependant, cela n'empêche pas un des personnages, Leonora, d'abord opposée à l'idée d'un remariage, finit par accepter celle-ci. Le mariage est alors vu comme la recherche d'un soutien contre l'ensemble des hommes.